# Allen Telescope Array
El Allen Telescope Array (en inglés "Matriz de Telescopios Allen", también abreviado como ATA) representa el esfuerzo conjunto del Instituto SETI y el Laboratorio de Radioastronomía de la Universidad de California, Berkeley para construir un radiotelescopio de interferometría (o "radiointerferómetro") que se dedique tanto a observaciones astronómicas como a la búsqueda simultánea de Inteligencia Extraterrestre (SETI). 
El ATA está en construcción actualmente en el observatorio astronómico de Hat Creek, a 450 kilómetros de San Francisco (California). Cuando esté acabado, consistirá en 350 antenas. La primera fase con 42 antenas (ATA-42) ya está completa y comenzó a funcionar el 11 de octubre de 2007.

## Diseño técnico
El Allen Telescope Array es pionero en el uso de muchas antenas de pequeño diámetro en radioastronomía. Para una misma área de detección, es más barato construir muchas antenas de pequeño tamaño que una sola antena de gran tamaño, siempre y cuando podamos combinar las señales de todos los telescopios. Esto requiere electrónica de alto rendimiento que hasta la década de los 2000 ha sido demasiado cara. 
En términos científicos, el ATA tiene cuatro ventajas sobre todos los radiotelescopios que le preceden: un gran campo de vista (2.45° a una longitud de onda de λ = 21 cm), cobertura simultánea de toda frecuencia de radio entre 0.5 y 11.2 GHz, múltiples salidas simultáneas, y mitigación activa de interferencias. El área del cielo que cubre una sola observación del telescopio es 17 veces mayor que la del Very Large Array. La cobertura de frecuencias de más de cuatro octavas, algo sin precedentes en radioastronomía que es resultado del diseño del receptor de radio, el amplificador de entrada y el transporte de la señal. La mitigación de interferencias permitirá que observe en frecuencias ocupadas por otros emisores terrestres.
El telescopio mejora en eficiencia al rastrear el cielo en busca de objetos astrofísicos de interés y a la vez buscar inteligencia extraterrestre. Lo consigue dividiendo la señal de los receptores a la entrada de la sala de control antes de hacer el procesado final. Gracias al gran campo de vista, siempre es posible encontrar en la misma observación estrellas candidatas para el SETI durante una observación de objetos de interés puramente astrofísico. Por tanto, y según un acuerdo entre el instituto de Radioastronomía y el instituto SETI, el programa de observación del telescopio lo determina la astronomía convencional.